# Synopsia acuta
Synopsia acuta är en fjärilsart som beskrevs av Eugen Wehrli 1941. Synopsia acuta ingår i släktet Synopsia och familjen mätare. Inga underarter finns listade i Catalogue of Life.